# Tim Dog
Tim Dog (* 1. Januar 1967; † 14. Februar 2013 in Atlanta, Georgia; bürgerlich Timothy Blair) war ein US-amerikanischer Rapper aus der Bronx, New York City. Er wurde Anfang der 1990er Jahre durch sein Debütalbum Penicillin on Wax und der Single Fuck Compton bekannt. Mit dem Rappen fing er 1989 an. Das US-amerikanische Hip-Hop-Magazin XXL nahm den Song Fuck Compton in die Liste der „Top 25 Diss Tracks of All Time“ auf.
2005 war Tim Dog in dem Song Death Threat des Mixtapes Heisse Ware der Rapper B-Tight und Tony D zu hören.
Dogs Album BX Warrior wurde 2006 veröffentlicht. Darauf ist nur ein Feature zu finden, und zwar mit den Ultramagnetic MCs, die aus Kool Keith, Ced Gee, TR Love und Moe Love bestehen.
Im Jahr 2011 wurde Tim Dog wegen schweren Betrugs angeklagt. Er hat eine ältere Frau um 32.000 Dollar bei einer Online-Dating-Seite betrogen. Er wurde zu fünf Jahren Haft auf Bewährung verurteilt, mit der Auflage 19.000 Dollar Entschädigung an die Frau zu zahlen. Der Fall wurde 2012 bei der Sendung Dateline NBC des US-amerikanischen TV-Senders NBC behandelt.
Tim Dog ist im Februar 2013 an den Folgen von Diabetes verstorben. Er wurde zunächst verdächtigt, seinen Tod nur vorgetäuscht zu haben, um die Zahlung der Entschädigung zu umgehen. Im Mai 2013 erging im US-amerikanischen Bundesstaat Mississippi ein Haftbefehl. Tim Dogs Familienmitglieder konnten zu seiner Beerdigung keinen Totenschein vorweisen. Die Ermittlungen ergaben, dass er in einem Krankenhaus in Atlanta behandelt wurde und später verstarb. Die Sterbeurkunde wurde jedoch nicht eingereicht. Diese wurde bei Recherchen bei einem Bestattungsunternehmen ausfindig gemacht und den Behörden vorgelegt.

## Diskografie
Alben
- 1991: Penicillin On Wax
- 1993: Do Or Die
- 1996: Big Time (As Ultra)
- 2002: Immortal
- 2006: BX Warrior

Singles
- 1991: Fuck Compton
- 1992: Bronx Nigga
- 1992: Step to Me
- 1992: I Aint Takin No Shorts
- 1993: Skip to My Loot (feat. Smooth B)
- 1993: I Get Wrecked (feat. KRS-One)
- 1994: Bitch Wid A Perm
- 1995: Make Way for the Indian (Apache Indian feat. Tim Dog)